# Promowanie Alternatywnych Strategii Myślenia
Promowanie Alternatywnych Strategii Myślenia (skr. PATHS, ang. Promoting Alternativ Thinking Strategies) – holistyczny, profilaktyczno-interwencyjny program rozwojowy mający za zadanie zaadaptować jednostkę do zmieniających się okoliczności, jak również do skutecznego pokonywania zaistniałych trudności i przeciwieństw.

## Historia
Pierwotnie był to program kompensujący niektóre aspekty niepełnosprawności u młodzieży niesłyszącej i niedosłyszącej. Niepełnosprawni uczyli się trafnego oceniania emocji osób z otoczenia oraz skutecznej z nimi interakcji. Skuteczność metody okazała się na tyle duża, że zainteresowała środowiska pracujące na co dzień z dziećmi pozbawionymi upośledzeń. W latach 80. XX wieku projekt rozwinął się na terenie Stanów Zjednoczonych, a w następnych latach w Izraelu, Kanadzie, Holandii, Belgii i innych krajach. 

## Cele
Główne cele koncepcji to: wypracowanie w osobach zdolności samokontrolnych, nauczanie strategii rozwiązywania problemów w interakcji z innymi osobami, a także ogólny rozwój emocjonalny jednostki. W trakcie 119 lekcji wychowankowie tworzą, poszerzają i utrwalają swoje kompetencje społeczne i emocjonalne (m.in. samokontrolę, opanowanie w sytuacjach stresujących, wzrost poczucia własnej wartości, inteligencję emocjonalną, rozumienie emocji, rozwiązywanie problemów w relacjach wzajemnych oraz umiejętność rzeczowego uczestnictwa w takich relacjach). Naczelnym przesłaniem koncepcji jest ukazanie, że komponenty emocjonalne i poznawcze ulegają wzajemnemu oddziaływaniu oraz przenikaniu, co ma zasadniczy wpływ na adaptację jednostki ludzkiej do zmieniających się okoliczności i uwarunkowań, jak również do skutecznego przezwyciężania napotykanych przezeń trudności życiowych. Twórcy metody – C. Kusche i M.T. Greenberg, tworząc projekt opierali się na swoim wcześniejszym modelu nazywanym ABCD (affective-behavioral-cognitive-dynamic).
Według twórców młodzi ludzie nie potrafią dostatecznie precyzyjnie wyrażać słowami swoich odczuć wewnętrznych. PATHS wspomaga połączenie dwóch kanałów komunikacji – werbalnego oraz niewerbalnego. Uczy chłodno analizować sytuacje, w których do głosu dochodzą emocje. Naucza regulowania zachowań poprzez kontrolę własnych reakcji powstających na płynące z otoczenia bodźce emocjonalne. Trenuje również tolerancję na frustracje, koncentrację, uważność i kontrolę emocji negatywnych. Dzieci i młodzież uczone są samodzielnego wzmacniania w drodze wewnętrznych dialogów o charakterze autosugestywnym. Większość ćwiczeń jest przeprowadzana w sposób taki, by uczestnik na bieżąco uczył się polepszać swe kontakty rówieśnicze, wybierał przyjaciela, zacieśniał kontakty w grupie, zdobywał kompetencje w relacjach socjalnych i potrafił odnajdywać swoje miejsce w danej grupie.